# Polymixia japonica
Barbu argenté
Espèce
Statut de conservation UICN

 LC  : Préoccupation mineure
 2018 
Polymixia japonica, le Barbu argenté, est une espèce de poissons marins de la famille des Polymixiidae.

## Habitat et répartition
Cette espèce peut vivre dans tous les océans du globe, entre le 50e parallèle nord et le 35e parallèle sud, à des profondeurs variant de 160 à 628 m.
Ce taxon se rencontre dans les pays suivants : Guam, Japon, Nouvelle-Calédonie, Taïwan, États-Unis, Îles Mariannes du Nord, Îles mineures éloignées des États-Unis.

## Description
Polymixia japonica est un petit poisson dont la taille moyenne avoisine les 20 cm, pour une taille maximale de 30 cm. C'est un poisson à nageoires rayonnées, qui capture ses proies en les avalant.

## Comportement

### Prédateurs
Certains Harpadons se nourrissent des juvéniles et des alevins qui sont des proies faciles.

### Parasites
Les spécimens adultes sont victimes d'endoparasites comme Dinosoma polymixiae ou Pseudopecoelus japonicus. Ils peuvent également être parasités par des crabes ectoparasités comme Chondracanthus polymixiae.

## Systématique
Le nom valide complet (avec auteur) de ce taxon est Polymixia japonica Günther, 1877.
Ce taxon porte en français le nom vernaculaire ou normalisé de « Barbu argenté ».
Polymixia japonica a pour synonyme :
- Polymixia japonicus Günther, 1877

## Publication originale
- (en) A. Günther, « Preliminary notes on new fishes collected in Japan during the expedition of H.M.S. ‘Challenger’ », Annals and Magazine of Natural History, Londres, Taylor & Francis, vol. 20, no 119,‎ novembre 1877, p. 433–446 (ISSN 0374-5481, OCLC 1481361, DOI 10.1080/00222937708682260, lire en ligne).